# Marija Perkovič
Marija Perkovič, slovenska vzgojiteljica, socialna delavka in političarka, * 27. oktober 1952, Ljubljana.
Med letoma 2002 in 2007 je bila članica Državnega sveta Republike Slovenije.